# Monnaie savoyarde
La monnaie savoyarde est l'ancienne monnaie des États de Savoie.

## Histoire
Le chapitre 5 du capitulaire de Francfort de juin 794 impose le denier comme monnaie de base. Charlemagne reprend l'ancienne division du système monétaire romain. La monnaie de base est la livre valant 20 sous et 12 deniers pour un sou, soit 240 deniers pour un livre. Une livre devait peser une livre d'argent. La difficulté de ce système, c'est le manque d'une livre ou d'une autre monnaie réelle ou imaginaire qui serve d'étalon commun aux autres monnaies. La multiplication des princes souverains, mais aussi des barons, des évêques, des abbés, des villes libres pouvant battre monnaie faisait qu'il y avait une grande quantité de deniers qui différaient les uns des autres. Rapidement, les besoins financiers ont entraîné des altérations des monnaies.
Les plus anciennes monnaies connues frappées par les comtes de Savoie sont les deniers d'Aiguebelle en Maurienne cités dans le cartulaire de saint Hugues, évêque de Grenoble comme ayant un cours légal, en 1080. Il n'a pas été trouvé d'acte leur accordant ce droit de battre monnaie. Les deniers battus par les archevêques de Vienne, ou deniers viennois, avaient cours en Savoie avant que Oddon de Savoie et Adélaïde de Suse commencent à battre des monnaies viennoises à Aiguebelle, en Maurienne,. L'archevêque Léger de Vienne fit des réclamations, entre 1060 et 1070, auprès d'Adelaïde de Suse pour faire interrompre cette production de monnaie. Cette monnaie n'est plus produite vers 1091 et ne sert plus de monnaie de compte au XIIe siècle. Il ne semble qu'aucune pièce de cette monnaie soit connue. Les plus anciennes pièces de monnaie connues sont celles frappée à Suse par Humbert II de Savoie à la fin du XIe siècle. Humbert II de Savoie et Amédée III ont fait battre monnaie de type viennois à Suse sur laquelle figurent leurs noms qui a eu cours dans le Piémont jusqu'au XVIe siècle.
La république d'Asti (1095-1342)  ayant reçu de l'empereur Conrad III le droit de battre de Monnaie, les deniers d'Asti ont aussi été très répandus et ont servi de base aux transactions dans la région du Pô. La première monnaie publiée attribuable à un atelier monétaire de la Savoie, frappée à Chambéry en 1300, est le denier d'Amédée V de Savoie.
Les comtes puis ducs de Savoie ont eu des ateliers monétaires à Saint-Maurice, Chambéry, Nyon, Bourg-en-Bresse, Pont-d'Ain, Saint-Genix-sur-Guiers, ainsi qu'à Croix-de-Cornavin, près de Genève et Pierre-Châtel. L'atelier monétaire de Saint-Maurice est le plus ancien après celui de Suse. Il existait depuis le début du XIIIe siècle. Il a été suivi par l'atelier monétaire de Chambéry après l'achat de la ville, en 1232, par le comte Thomas Ier de Savoie. Cette ville avait des ouvriers monnayeurs en 1263.
Lorsque Louis IX a créé le gros tournois, il a servi de monnaie forte de références avant d'être altérée par Philippe le Bel en 1295. Le gros tournois vaut alors un sou tournois. L'obole valait la moitié d'un denier. Pour lutter contre le florin de Florence, Louis IX a créé l'écu d'or qui valait trois gros tournois. Philippe de Savoie a fait frapper des copies des gros tournois à Turin en 1297. Les premières monnaies d'or frappées en Savoie sont les écus et florins d'or battus en 1352 à Pont-d'Ain par Bonacorso Borgo de Florence pour Amédée VI.
L'empereur du Saint-Empire romain germanique Rodolphe Ier de Habsbourg a concédé en 1284 le droit de battre monnaie à Louis de Savoie, Louis Ier, seigneur de Vaud. Les barons de Vaud Louis Ier et Louis II ont fait battre monnaie à Nyon mais cet atelier a disparu en 1350 avec l'extinction de la branche de Vaud de la maison de Savoie avant de reprendre entre 1390 et 1427 pour Amédée VII et Amédée VIII. Domenico Casimiro Promis a donné une liste des pièces de monnaie du comté puis duché de Savoie entre 1217 et 1717.
Il existe des maîtres-généraux de la monnaie dès le XIIIe siècle. Ils sont d'abord au nombre de trois, puis de cinq. Il y a un maître dans chacun des établissements, deux gardiens, un contre-gardien, un procureur fiscal, un essayeur, un graveur et un secrétaire. Ces personnages pouvaient s'occuper de deux ou trois ateliers.
Une cour des monnaies a été établie en Savoie, en 1358. Emmanuel-Philibert de Savoie l'a érigée en cour souveraine ayant juridiction civile et criminelle en matière de monnaie en 1551. Cette cour a duré jusqu'en 1800. À l'intérieur du Saint-Empire romain germanique existait un parlement réunissant des officiers des monnaies nommés par les empereurs, les princes, les barons et prélats pour garantir la jouissance des privilèges des monnayers de l'empire, pour juger en dernier ressort les ouvriers et rédiger différents actes d'administration. M. Chaponnière a publié le sceau de cette assemblée qu'il date de 1347.